# Flyvning uden Motor
Flyvning uden Motor er en dansk animeret stumfilm fra 1925, der er instrueret af Richard Johansen.

## Handling
En mand laver et par vinger, og flyver op til Solen, der giver ham en trestjernet cognac, så han beruset falder tilbage til Jorden.